# Middle East Command

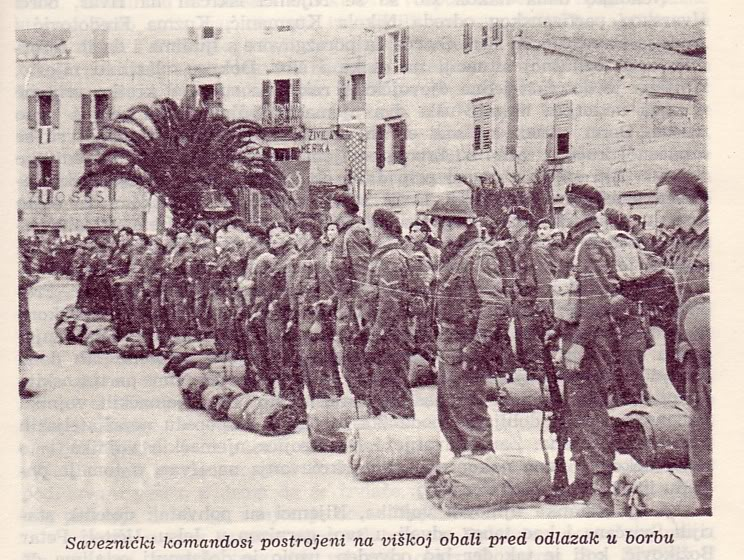

Le Middle East Command, était un commandement de l'armée britannique, destiné principalement à diriger l'armée de terre britannique et à coordonner ses opérations avec les forces navales et aériennes, en vue de défendre les intérêts du Royaume-Uni au Moyen-Orient et dans le Bassin méditerranéen.
Créé en juin 1939, au Caire, en Égypte, pour centraliser le commandement britannique dans trois théâtres d'opérations différents : l'Égypte, le Soudan, et le Proche-Orient avec la Palestine et la Transjordanie. Au fur et à mesure du conflit mondial, le Middle East Command reçoit la responsabilité d'autres zones du théâtre d'opérations africain, méditerranéen et moyen-oriental, comprenant l'Éthiopie, l'Érythrée, la Libye, ainsi que la Grèce et plus largement les Balkans. 
Après l'opération Torch fin 1942, la structure du Middle East Command devient subordonnée à l'Allied Force Headquarters, au sein duquel son commandant Archibald Wavell devient le second de l'Américain Dwight D. Eisenhower. 
De 1942 a 1945, les forces alliés dans l'État impérial d'Iran et le royaume d'Irak dépendant du Persia and Iraq Command. 
Après 1945, le Middle East Command est rebaptisé Middle East Land Forces : il continue de commander les forces britanniques en Libye et dans la zone du canal de Suez jusqu'au début des années 1950. 

## Commandants
- Général Archibald Wavell 28 juillet 1939 - 4 juillet 1941
- Général Claude Auchinleck 5 juillet 1941 - 14 août 1942
- Général Harold Alexander, 15 août 1942 - février 1943
- Général Henry Maitland Wilson, février 1943 - janvier 1944
- Général Bernard Paget, janvier 1944 - octobre 1946